# استان تونگوراهوا
استان تونگوراهوا (به اسپانیایی: Provincia del Tungurahua و literally Province of the Tungurahua) یکی از بیست و چهار استان کشور اکوادور است. مرکز آن نیز آمباتو است. نام استان از آتشفشان تونگوراهوا که داخل مرزهای استان واقع شده‌است، برگرفته شده‌است.